# Lucille (песня Кенни Роджерса)
«Lucille» — песня, записанная американскими кантри-музыкантами Кенни Роджерсом и Долли Партон. Она вышла в январе 1977 года в качестве второго сингла со второго студийного альбома Роджерса Kenny Rogers, релиз которого состоялся в августе 1983 года. Это была первая песня Роджерса, попавшая на первое место в основном американском хит-параде Billboard Hot 100, а также на № 1 в британском хит-параде UK Singles Chart (в июне 1977).

## Коммерческий успех
В США песня «Lucille» возглавила кантри-чарт Hot Country Singles журнала Billboard. В 1977 году она достигла вершины в основном американском сингловом чарте Billboard Hot 100. Трек стал первым для Роджерса чарттоппером в Hot 100.

## Чарты
| Чарт (1977)                               | Высшая позиция |
| ----------------------------------------- | -------------- |
| США (Billboard Hot Country Songs)         | 1              |
| США (Billboard Hot 100)                   | 5              |
| США, Billboard Adult Contemporary         | 10             |
| Канада, Canadian RPM Country Tracks       | 1              |
| Канада, Canadian RPM Top Singles          | 1              |
| Канада, RPM Adult Contemporary Tracks     | 1              |
| Великобритания, UK Singles Chart          | 1              |
| Yugoslavian Singles Charts                | 1              |
| Ирландия, Irish Singles Chart             | 2              |
| Новая Зеландия, New Zealand Singles Chart | 2              |
| Южная Африка (Springbok Radio)            | 1              |
| Швейцария, Swiss Singles Chart            | 3              |
| Австралия, Australia Singles Chart        | 7              |
| Австрия, Austria Top 40                   | 8              |
| Нидерланды, Dutch Top 40                  | 17             |

| Чарт (1977)                | Позиция |
| -------------------------- | ------- |
| Австралия                  | 25      |
| Канада, Canada Top Singles | 17      |
| Новая Зеландия             | 3       |
| Южная Африка               | 4       |
| Великобритания             | 20      |
| США, Billboard Hot 100     | 43      |